# Isaak Jakowlewitsch Sigal
Isaak Jakowlewitsch Sigal (russisch Исаак Яковлевич Сигал; ukrainisch Ісаак Якович Сігал; geb. am 31. März 1927 in Winnyzja, Ukrainische Sozialistische Sowjetrepublik) ist ein sowjetisch-ukrainischer Wissenschaftler auf dem Gebiet der Wärmetechnik. Er war als Professor an der Nationalen Akademie der Wissenschaften der Ukraine tätig. Als Experte auf dem Gebiet der Reduzierung schädlicher Emissionen in die Atmosphäre leitete er seit 1961 die Abteilung für Luftreinhaltung des Gasinstituts der Akademie.

## Leben
Isaak Sigal wurde im März 1927 in Winnyzja als Sohn des Elektroingenieurs Jacov Sigal und der Lehrerin Gusta Sternberg geboren. Er studierte Wärmetechnologie mit dem Schwerpunkt Verbrennungsanlagenbau am Kiewer Polytechnischen Institut und schloss sein Studium 1948 als Ingenieur ab. Von 1949 an arbeitete er als wissenschaftlicher Mitarbeiter am Gasinstitut der Nationalen Akademie der Wissenschaften der Ukraine (ukrainisch Інститут газу Національної академії наук України).
Nach erfolgreicher Verteidigung seiner Magisterarbeit zum Thema „Komplexe energietechnische Brennstoffnutzung“ (russisch Комплексне енерготехнологічне використання палива) wurde Sigal am 29. November 1958 der wissenschaftliche Grad Kandidat der Wissenschaften (russisch Кандидат наук) verliehen. Im Februar 1960 erlangte er an der Akademie den Status eines Старший науковий співробітник (engl. etwa: Senior Research Fellow) und wurde 1961 zum Leiter der Abteilung für Luftreinhaltung des Gasinstituts ernannt. Mit seiner Dissertation zum Thema „Industrielle thermische Energietechnik“ (russisch Промислова теплоенергетика) erwarb er im Juni 1972 den akademischen Grad Doktor der technischen Wissenschaften. Am 17. Oktober 1980 wurde er zum ordentlichen Professor an der Akademie ernannt.
1998 wurde Sigal der Ehrentitel Verdienter Arbeiter der Wissenschaft und Technologie der Ukraine (ukrainisch Заслужений діяч науки і техніки України) verliehen. Mit dem Verdienstorden der Ukraine (III. Klasse) erfolgte 2009 eine weitere Ehrung. Im Jahr 2012 wurde Sigal mit dem Staatspreis der Ukraine im Bereich Wissenschaft und Technologie (ukrainisch Державна премія України в галузі науки і техніки) ausgezeichnet.

## Wissenschaftliche Arbeit
In den 1960er- und 1970er-Jahren erforschte Sigal als Erster in der UdSSR die Bildung von Stickstoffoxiden in der Gasfackel und erarbeitete wissenschaftliche Grundlagen bezüglich der Bildung von Stickoxiden in Verbrennungsprozessen in Kraftwerken, Industrie- und Heizkesseln. Sigal begründete dabei eine neue wissenschaftlichen Schule, die sich nicht nur mit den Entstehungsbedingungen für die Bildung von Stickoxiden befasste, sondern auch Verfahren zur Verringerung ihrer Entstehung erforschte und entwickelte. Zudem wurden Methoden der thermischen Neutralisation von Industrieabgasemissionen aus Betrieben der Farben-, Lack- und holzverarbeitenden Industrie in die Atmosphäre untersucht.
Sigals Monografie „Защита воздушного бассейна при сжигании топлива“ (dt. etwa: Schutz der Atmosphäre bei der Verbrennung von Kraftstoffen) und deren zweite, überarbeitete und ergänzte Auflage (insgesamt 12.000 Exemplare) sind einem breiten Fachpublikum bekannt. Seine grundlegenden Artikel über die Bildung von Stickoxiden erschienen in namhaften russischsprachigen Fachzeitschriften, darunter Теплоэнергетика (Thermische Energietechnik), Промышленная энергетика (Industrielle Energietechnik), Энергомашиностроение (Energietechnik), Газовая промышленность (Gasindustrie) und Экотехнологии и энергосбережение (Ökologie und Energieeinsparung).
Sigal ist Autor von mehr als 340 Veröffentlichungen, darunter 12 Monografien, und besitzt über 60 Urheberrechtszertifikate und Patente (in der Ukraine, in Russland, Deutschland, den USA, in Kanada, Italien, Ägypten usw.).
Die von Sigal und seinen Studenten entwickelten Verfahren und Brenner mit verringerter Stickoxidbildung wurden in über 100 Kraftwerkskesseln und in 900 leistungsstarken Heißwasser- und Industriekesseln eingesetzt. Spezielle Gaskessel mit einer Produktionskapazität von 4 bis 10 MW, die unter seiner Leitung entwickelt wurden, versorgten Wohngebiete mit einer Bevölkerung von 9 Millionen Menschen mit Wärme. In den letzten Jahren wurde an der Modernisierung der Wasserheizkessel mit einer Leistung von 58 bis 210 MW und an der Erforschung und Umsetzung von Verfahren zur Verbrennung von Biogas in Industriekesseln gearbeitet.
Unter der Leitung Sigals wurden 20 Dissertationen erstellt und verteidigt.
Sigal ist Mitglied des Komitees für staatliche Auszeichnungen der Ukraine, Mitglied des Akademischen Rates für die Verleihung des Doktorgrades der technischen Wissenschaften und Redaktionsmitglied von drei wissenschaftlichen und technischen Zeitschriften. Er wurde mit zahlreichen Medaillen ausgezeichnet, darunter die UNESCO-Medaille Mensch und Biosphäre 1975–1985, die Medaille Erfinder der UdSSR (russisch Изобретатель СССР) sowie zwei Goldmedaillen und eine Silbermedaille der Ausstellungen der Errungenschaften der Volkswirtschaft (russisch медалями ВДНХ СССР).

## Familie
Aus Sigals Ehe mit Ella Sacharowna Towbina ging 1955 der Sohn Alexander Sigal hervor.

## Auszeichnungen und Ehrungen
- 1998: Verdienter Arbeiter der Wissenschaft und Technologie der Ukraine
- 2009: Verdienstorden der Ukraine (III. Klasse)
- 2012: Staatspreis der Ukraine im Bereich Wissenschaft und Technologie

## Veröffentlichungen (Auswahl)
Die Arbeiten Sigals wurden in russischer Sprache veröffentlicht. Die im Folgenden aufgelisteten deutschen Titel entsprechen annähernd den Originaltiteln, die zusätzlich in eckigen Klammern angegeben werden:

### Monografien
- Gasbrenngeräte von Kesselanlagen. [Газогорелочные устройства котельных установок.] Gostechizdat, Kiew 1961 (161 S.)
- Verbrennung von Gas in industriellen Kesselräumen. [Сжигание газа в промышленных котельных.] Verlag der Staatlichen Universität, Kiew 1962 (54 S.)
- mit E. M. Lavrentsov, O. I. Kosinov, E. P. Dombrovskaya: Gas-Warmwasser-Industrie-Heizkessel. [Газовые водогрейные промышленно-отопительные котлы.] Technika, Kiew 1967 (145 S.)
- Schutz der Atmosphäre bei der Verbrennung von Kraftstoffen. [Защита воздушного бассейна при сжигании топлива.] Nedra, Leningrad 1977, OCLC 9714545 (293 S.)
  - Schutz der Atmosphäre bei der Verbrennung von Kraftstoffen. [Защита воздушного бассейна при сжигании топлива. Изд. перер. и доп.] Überarbeitete und ergänzte Auflage, Nedra, Leningrad 1988, ISBN 5-247-00078-1 (311 S.)
- mit E. P. Dombrovskaya, A. S. Dupak: Methoden zur Verringerung der Emissionen von Stickoxiden und Schwefel in die Atmosphäre durch US-Kraftwerke. [Методы снижения выбросов оксидов азота и серы в атмосферу электростанциями США.] НТОЭ и ЭП УССР, Kiew 1991 (37 S.)
- mit V. I. Slavin, V. V. Shilo: Reinigung von industriellen Emissionen aus Schwefeloxiden und Stickstoffoxiden. [Очистка промышленных выбросов от оксидов серы и азота.] Original, Charkiw 1999 (142 S.)
- mit G. G. Mikhailenko, D. W. Mironow: Schutz der Atmosphäre vor Schwefeloxiden. [Защита воздушного бассейна от оксидов серы.] Astroprint, Odessa 2001 (84 S.)

### Herausgeberschaften
- Bildung von Stickoxiden in Verbrennungsprozessen und Möglichkeiten zur Verringerung ihrer Emissionen in die Atmosphäre. [Окислы азота в продуктах сгорания топлив.] Snanie, Kiew 1974.
- Stickoxide in Kraftstoffverbrennungsprodukten. [Окислы азота в продуктах сгорания топлив.] Naukova Dumka, Kiew 1981.
- Thermische und katalytische Reinigung von Gasemissionen. [Термическая и каталитическая очистка газовых выбросов.] Naukova Dumka, Kiew 1984, OCLC 843793057.
- Stickoxide in Verbrennungsprodukten und ihre Umwandlung in die Atmosphäre. [Оксиды азота в продуктах сгорания и их преобразование в атмосфере.] Naukova Dumka, Kiew 1987, OCLC 17842031.
- Thermische katalytische Reinigung und Reduzierung von toxischen Emissionen in die Atmosphäre. [Термокаталитическая очистка и снижение токсичных выбросов в атмосферу.] Naukova Dumka, Kiew 1989, ISBN 5-12-001019-9.
- Methodisches Handbuch zur Durchführung komplexer umwelt- und wärmetechnischer Prüfungen von Kesseln, die mit Gas und Heizöl betrieben werden. [Методическое пособие по проведению комплексных эколого-теплотехнических испытаний котлов, работающих на газе и мазуте.] VNIPI transgaz, Rotaprint, Kiew 1992.